# Xishi
För andra betydelser, se Xishi (olika betydelser).
Xishi är ett stadsdistrikt i Yingkou i Liaoning-provinsen i nordöstra Kina.